# Das Mädchen ohne Vaterland
Das Mädchen ohne Vaterland (ted.: "La ragazza senza patria"), a volte munito dei sottotitoli Eine Episode aus dem Balkankrieg ("Un episodio della guerra nei Balcani") o Ein Drama aus den Balkanländern ("Dramma nei Balcani"), è un mediometraggio del 1912, diretto da Urban Gad, con Asta Nielsen.

## Trama
Zidra, una ragazza zingara, viene assoldata da una spia affinché si infiltri presso una postazione militare e ne carpisca alcuni documenti di importanza strategica.
La giovane non dura fatica a farsi abbordare a bella posta dal tenente Ipanoff, che la fa entrare surrettiziamente nella fortezza. Ma il suo primo tentativo non va a buon fine: i superiori del tenente la scoprono e la estromettono, mentre a Ipanoff, colpevole di aver introdotto nella guarnigione un elemento estraneo, viene comminata una pena di due settimane di confinamento forzato nel proprio appartamento.
Zidra torna all'attacco, e riesce ad intromettersi di nuovo nel forte. Questa volta mette le mani sulle carte segrete, ma, in un tu per tu col tenente, dal quale inizia ad essere attratta, ella estrae ad uno ad uno i documenti da sotto i propri vestiti, dove li aveva nascosti, e glieli consegna. Ipanoff comincia ad indottrinarla sul concetto — che pare sfuggire alla ragazza — di patria, e di come avrebbe potuto danneggiarla con il trafugamento dei segreti.
Intanto il comandante si è accorto della mancanza dei documenti: viene dato l'allarme e Zidra, inseguita, riesce a fuggire dal forte. Più avanti la spia viene arrestata, e lo stesso Ipanoff viene sottoposto al giudizio della corte marziale per tradimento.
Ma "la gente senza patria" — gli zingari —, nel suo nomadismo, è già lontana quando Zidra apprende dal giornale che ad Ipanoff è stata comminata la pena di morte.

## Produzione
Das Mädchen ohne Vaterland è stato girato in una settimana nell'agosto del 1912, in massima parte con riprese esterne, e per il resto nel teatro di posa di Bioscop Neubabelsberg.

## Distribuzione
Ottenuto il visto della censura il 13 settembre 1912, Das Mädchen ohne Vaterland ha avuto la sua prima proiezione pubblica il 29 novembre 1912 a Berlino.

## Accoglienza
Asta Nielsen, in una valutazione retrospettiva del film, ha dichiarato, molto semplicemente, trattarsi di "un ritratto naif di una ragazza zingara all'interno di una trattazione piuttosto disimpegnata riguardante spionaggio, denaro e cannoni".